# Cirolana capricornica
Cirolana capricornica är en kräftdjursart som beskrevs av Bruce 1986. Cirolana capricornica ingår i släktet Cirolana och familjen Cirolanidae. Inga underarter finns listade i Catalogue of Life.